# Oscularia
Oscularia is een geslacht uit de ijskruidfamilie (Aizoaceae). De soorten uit het geslacht komen voor in de Kaapprovincie in Zuid-Afrika.

## Soorten
- Oscularia alba (L.Bolus) H.E.K.Hartmann
- Oscularia caulescens (Mill.) Schwantes
- Oscularia cedarbergensis (L.Bolus) H.E.K.Hartmann
- Oscularia compressa (L.Bolus) H.E.K.Hartmann
- Oscularia comptonii (L.Bolus) H.E.K.Hartmann
- Oscularia copiosa (L.Bolus) H.E.K.Hartmann
- Oscularia cremnophila van Jaarsv., Desmet & A.E.van Wyk
- Oscularia deltoides (L.) Schwantes
- Oscularia excedens (L.Bolus) H.E.K.Hartmann
- Oscularia guthrieae (L.Bolus) H.E.K.Hartmann
- Oscularia lunata (Willd.) H.E.K.Hartmann
- Oscularia major (Weston) Schwantes
- Oscularia ornata (L.Bolus) H.E.K.Hartmann
- Oscularia paardebergensis (L.Bolus) H.E.K.Hartmann
- Oscularia pedunculata (N.E.Br.) Schwantes
- Oscularia piquetbergensis (L.Bolus) H.E.K.Hartmann
- Oscularia prasina (L.Bolus) H.E.K.Hartmann
- Oscularia primiverna (L.Bolus) H.E.K.Hartmann
- Oscularia steenbergensis (L.Bolus) H.E.K.Hartmann
- Oscularia superans (L.Bolus) H.E.K.Hartmann
- Oscularia thermarum (L.Bolus) H.E.K.Hartmann
- Oscularia vernicolor (L.Bolus) H.E.K.Hartmann
- Oscularia vredenburgensis (L.Bolus) H.E.K.Hartmann

... · 
Antimima · 
Argyroderma · 
Carpobrotus · 
Disphyma · 
Dorotheanthus · 
Gibbaeum · 
Lapidaria · 
Lithops · 
Mesembryanthemum · 
Sceletium · 
Tetragonia · 
...